# Compensatie (psychologie)
Compensatie (Duits: Kompensation) is een term uit de psychologie die voor het eerst werd gebruikt door Sigmund Freud. Compensatie kan zich uiten in het streven van de mens om zijn zwakheden te overwinnen.
Dat brengt hem soms zelfs tot een topprestatie en daarmee tot overcompensatie van zijn vroegere zwakheid (= directe compensatie). Anderzijds kan de bevrediging van de behoefte van de ene drift op de bevrediging van de behoefte van een andere drift overgaan (= indirecte compensatie).

## Decompensatie
Indien een mens langere tijd aan te grote spanningen of andere druk wordt blootgesteld kan hij psychisch decompenseren. Er is dan sprake van onbalans (of disbalans): een te groot verschil tussen draagkracht en draaglast. Ze treedt op bij ernstige lichamelijke verzwakking, verlies (rouw) of traumatisering. Ook bij depressie, angstaanvallen of burn-out. Decompensatie is in bijna alle gevallen tijdelijk en in de hand te houden.